# Mosterts molen
De Mosterts molen (Engels: Mostert’s Mill, Afrikaans: Mostert se Meul) is een molen in Kaapstad aan de voet van de Duivelspiek. De molen is in 1796 gebouwd op een boerderij met de naam ‘Welgelegen’, een jaar nadat de Kaapkolonie van Nederlandse in Britse handen kwam. De boerderij was gebouwd door de familie Botma, die in 1657 naar Zuid-Afrika was vertrokken. In 1758 werd de boerderij gekocht door Jacob van Reenen en kwam in 1794 in handen van Gysbert van Reenen. Na de dood van Gijsbert kwam de boerderij en daarmee ook de molen in 1823 in handen van zijn schoonzoon Sybrand Jacobus Mostert. In 1889 kwam de boerderij in handen van Cecil Rhodes. De graanmolen heeft drie verdiepingen en is slechts zeven meter hoog. De breedte bij de voet is eveneens circa zeven meter. Daar is het metselwerk ongeveer 1,15 meter dik. De wieken zijn zes meter lang, waarmee de tiphoogte van de molen 13 meter is.
In 1935 wordt de molen gerestaureerd door een Nederlands molenaarsbedrijf, omdat er in Zuid-Afrika weinig kennis voor handen was op dit gebied. Daarna raakt de molen opnieuw in verval. Die Burger schrijft hierover: Toe die Historiese Kommissie die ou Meul wou laat herstel, moes hul die hulp inroep van 'n meulbouer uit Holland, ‘n kenner van die ou hoogsgespesialiseerde kuns - want niemand in suid-Afrika het meer verstaan hoe die ou hout moes werk nie. In 1993 wordt de stichting Vrienden van Mostert’s Molen opgericht en in 1995 krijgt hetzelfde bedrijf als in 1935 (het Groningse Dunning-Bremmer) opnieuw de opdracht de molen te restaureren.
Het is de enige molen in Zuid-Afrika die nog daadwerkelijk kan malen. Volgens de site van de molen is het zelfs de enige maalvaardige molen in Afrika beneden de Sahara.
Op zondag 18 april 2021 is de molen tot de grond toe afgebrand, nadat een verwoestende brand die ochtend ontstaan was op de Tafelberg. In 2023 was de molen gerestaureerd.

## Galerij

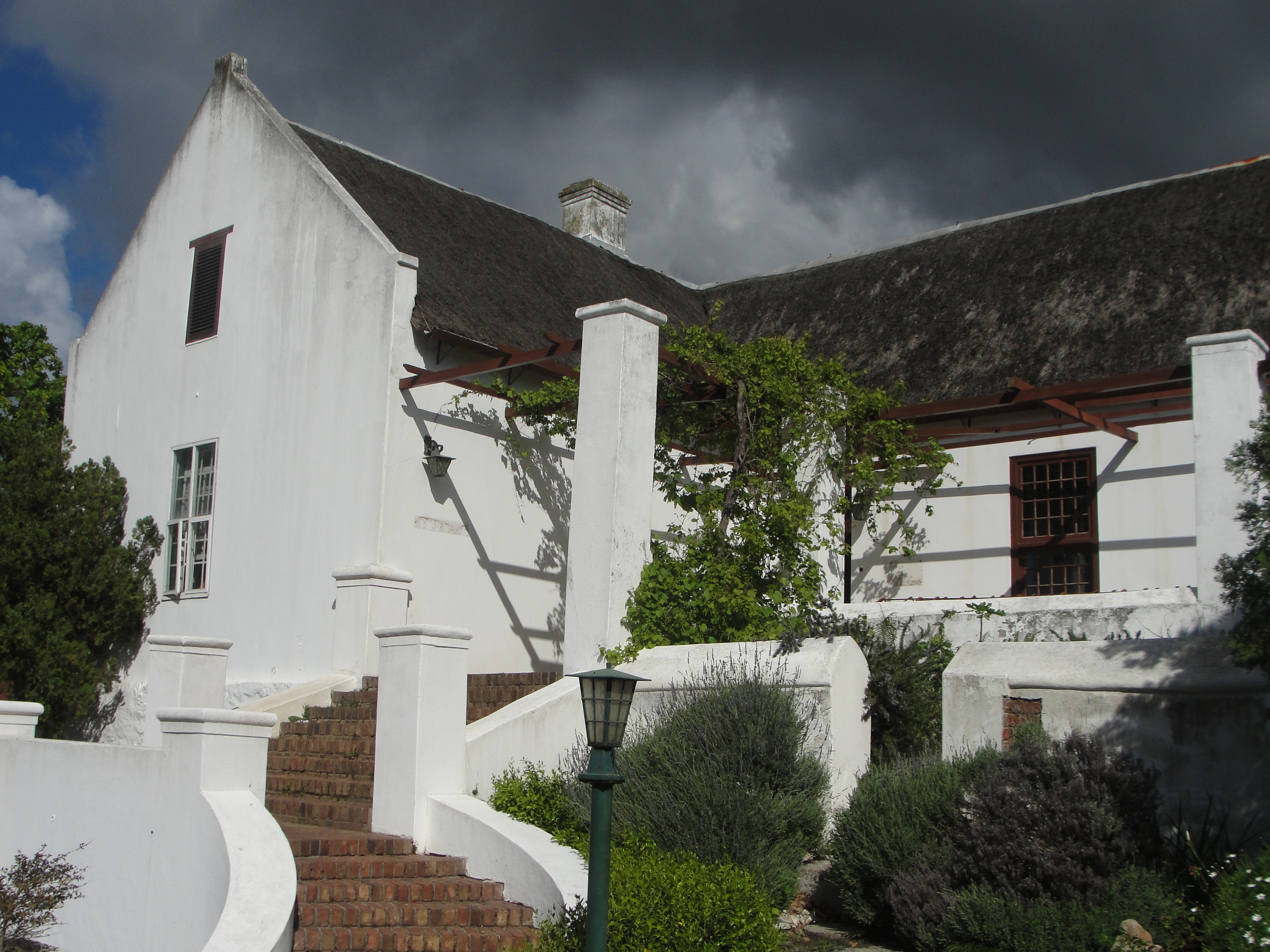
Het molenaarshuis
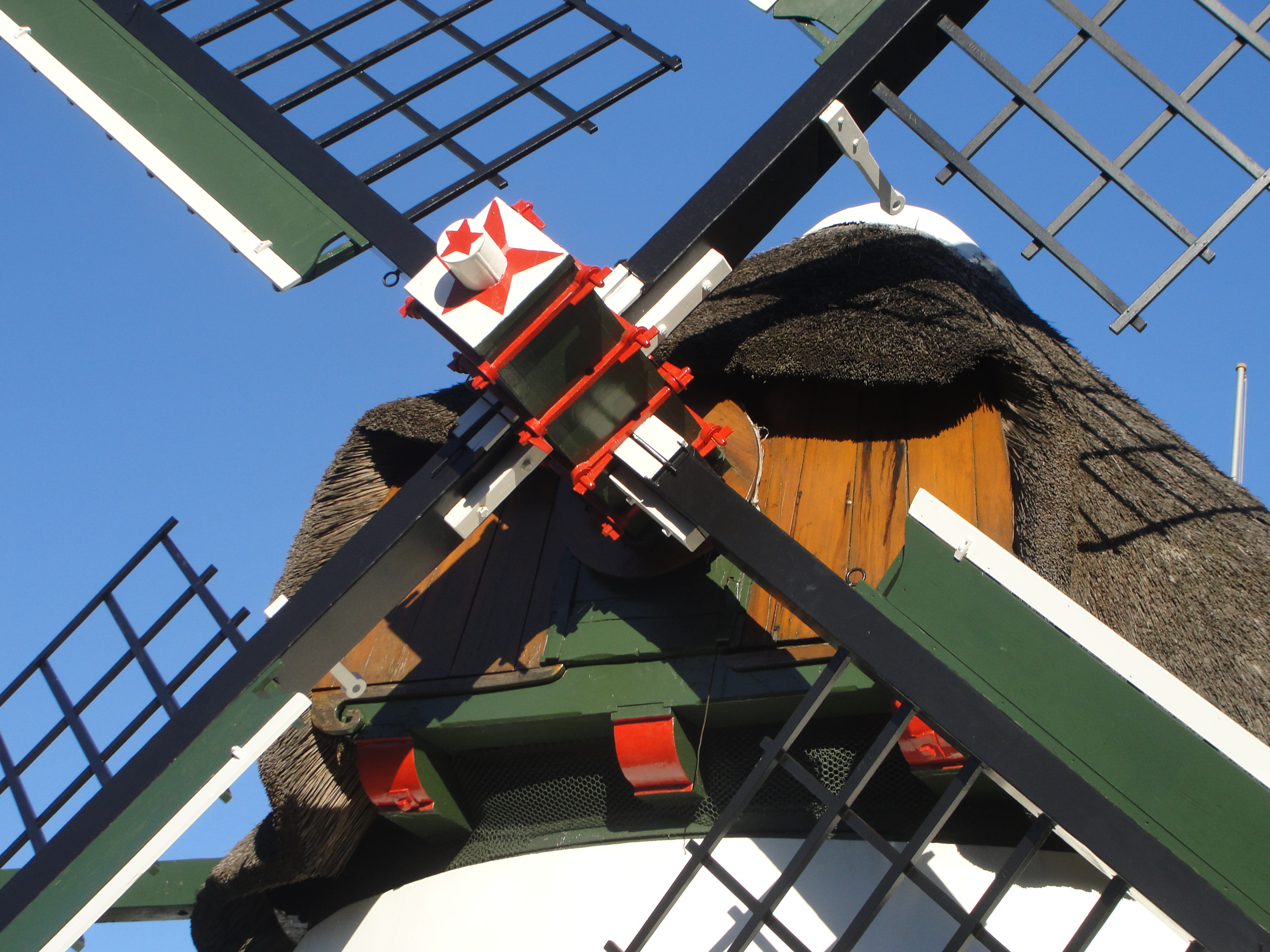
Mosterts molen, detail
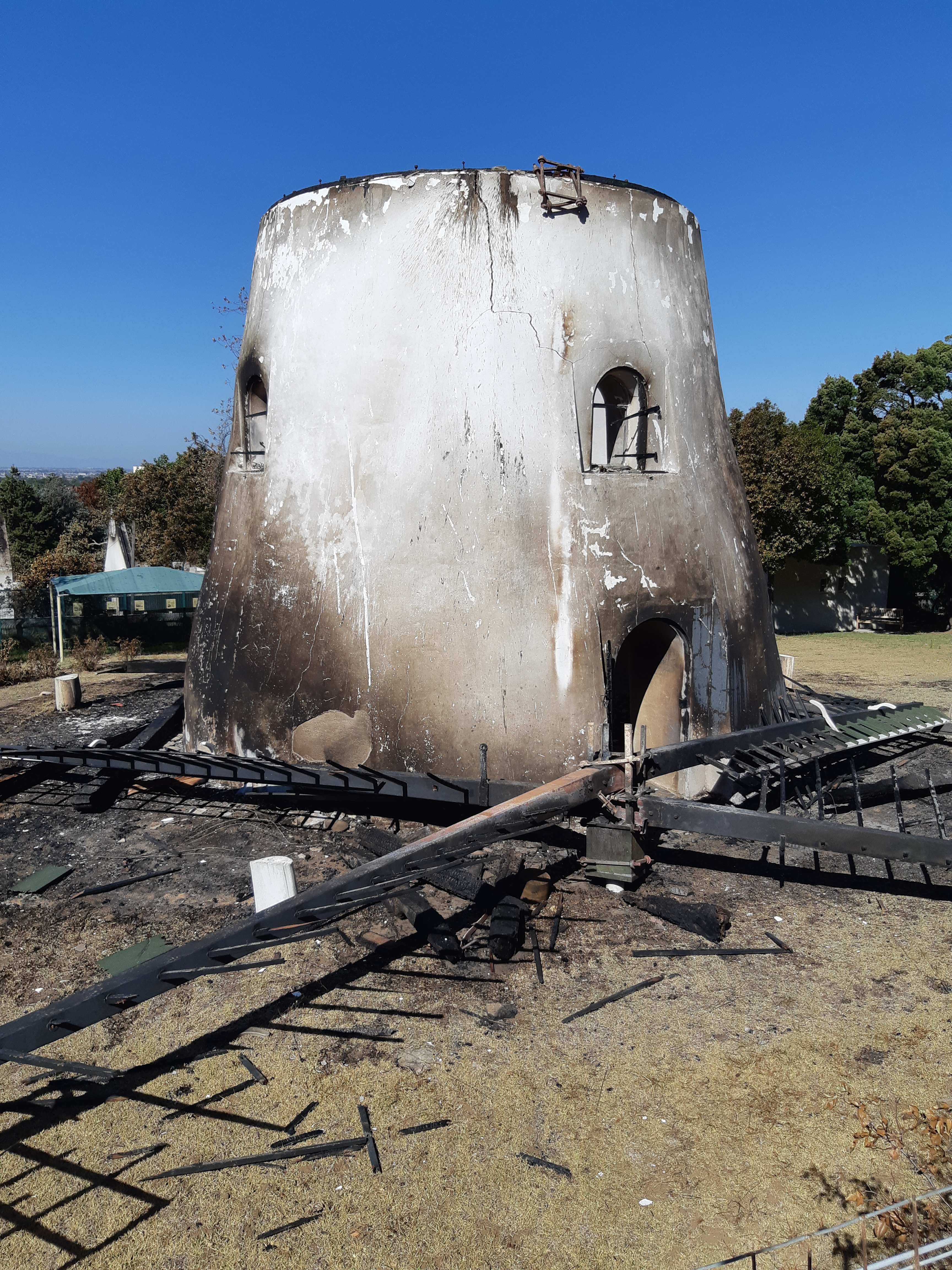
Uitgebrande molen (2021)